# Alamance County
Alamance County je okres amerického státu Severní Karolína založený 29. ledna 1849. Hlavním městem je Graham. Leží ve střední části Severní Karolíny.

## Sousední okresy
| Růžice kompasu | Rockingham County | Caswell County  |               | Růžice kompasu |
| Růžice kompasu | Guilford County   | Sever           | Orange County | Růžice kompasu |
| Růžice kompasu | Guilford County   | Alamance County | Orange County | Růžice kompasu |
| Růžice kompasu | Guilford County   | Jih             | Orange County | Růžice kompasu |
| Růžice kompasu | Randolph County   | Chatham County  |               | Růžice kompasu |

## Vývoj počtu obyvatel
Počet obyvatel